# SPT-CL J0546-5345
SPT-CL J0546-5345

是一个距离地球约70亿光年的星系团，由南极望远镜利用苏尼亚耶夫-泽尔多维奇效应在2008年发现。它在发现时超越XMMU J2235.3-2557，成为当时已知质量最大的远星系团（红移>=1），质量大约为1015太阳质量，这一纪录在2011年被SPT-CL J2106-5844打破。
这个星系团的红移值为z=1.067。